# مانوئله بوارو
مانوئله بوارو (ایتالیایی: Manuele Boaro؛ زادهٔ ۱۲ مارس ۱۹۸۷) دوچرخه‌سوار اهل ایتالیا است.
از باشگاه‌هایی که در آن رکاب زده‌است می‌توان به تیم تینکوف و تیم دوچرخه‌سواری بحرین–مریدا اشاره کرد.